# 霍蘭代爾 (明尼蘇達州)
霍蘭代爾（英語：Hollandale）是一個位於美國明尼蘇達州弗里伯恩縣的城市。

## 人口
根據2020年美國人口普查的數據，霍蘭代爾的面積為1.14平方千米，當中陸地面積為1.14平方千米，而水域面積為0.00平方千米。當地共有人口308人，而人口密度為每平方千米270人。